# تمدد حراري سلبي
التمدد الحراري السلبي Negative thermal expansion هي ظاهرة فيزيائية كيميائية تظهر عند بعض المواد فيما يخص العلاقة بين الكثافة ودرجة الحرارة، إذ تظهر هذه المواد كثافة أقل مع انخفاض درجة الحرارة، أي أنها تتمدد مع انخفاض درجة الحرارة.
توصف هذه الظاهرة بالشذوذ، إذ أن أغلب المواد تبدي منحى عكسياً فيما يخص العلاقة بين الكثافة ودرجة الحرارة، فهي يقل حجمها أو تنكمش مع التبريد، بالتالي يحدث ازدياد في الكثافة.

## أمثلة
من أشهر الأمثلة على المواد التي تظهر شذوذ الكثافة هو الماء، وتسمى الحالة الخاصة حينها باسم شذوذ الماء.
تلاحظ هذه الظاهرة أيضاً عند بعض العناصر الكيميائية مثل الأنتيموان والبزموت والغاليوم والجرمانيوم والبلوتونيوم، بالإضافة إلى السيليكون. كما تبدي بعض السبائك هذه الخاصية مثل فلز وود، وكذلك بعض المركبات الكيميائية مثل سيانيد الزنك وتنغستات الزركونيوم ZrW2O8.

### التمدد الحراري السلبي للماء

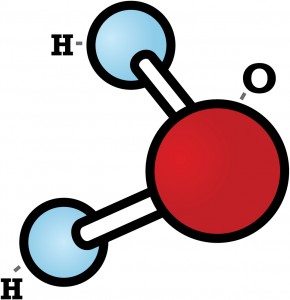
تركيب الماء - (H2O)

من المعروف أن مُعظم المواد تتمدد بالحرارة وتتقلص وتنكمش من البرودة. لكن يختلف الماء عن باقي المواد فيتمدد بالبرودة ويتقلص بالحرارة، فمبنى جزيئات الماء في الحالة الصلبة يزيد حجم الماء مما يُؤدّي إلى تقليل كثافته، وذلك يؤدي بالماء أن يطفو إلى الأعلى.
هذه الظاهرة تُساعد الكائنات البحريّة في المناطق المُتجمّدة أن تبقى حيّة بسبب وجود الجليد في أعلى الماء ويبقى السائل في الأسفل. ويجب ملاحظة أيضا فرق الكثافة بين الماء العذب والمالح.

## التطبيقات
يمكن الاستفادة من هذه الخاصية في المجالات الهندسية والتطبيقية، وذلك بمزج مادة شاذة الكثافة مع مادة عادية ذات قيم متقاربة ومتعاكسة، فنحصل على مادة مركبة ذات تمدد حراري معدوم.